# Моллаоглы, Ахмет Мухтар
Ахмет Мухтар Моллаоглы, Ахмет Мухтар-бей (тур. Ahmet Muhtar Mollaoğlu; 1870, Стамбул, Османская империя — 3 июля 1934, Стамбул, Турция) — турецкий дипломат и государственный деятель, исполняющий обязанности министра иностранных дел Турции (1921).

## Биография
Окончил факультет политических наук Анкарского университета.
Находился на дипломатической службе. Являлся вторым, первым секретарём посольства Османской империи в Швеции, генеральным консулом  в Будапеште, заместитель посла в Нидерландах. 
С 1911 по 1913 год являлся послом Османской империи в Греции.
Занимал пост посла при гетманате в Киеве (февраль — август 1918 года). 
После провозглашения Турецкой республики был назначен заместителем министра иностранных дел Турции.
С 12 февраля по 12 марта 1921 года во время войны за независимость временно исполнял обязанности главы турецкого внешнеполитического ведомства. Представлял Турцию на Лондонской конференции.
После вынужденной отставки Кундуха в мае 1921 года в течение нескольких дней вновь исполнял обязанности министра.
С 1927 по 1934 год являлся первым послом Турецкой Республики в Соединенных Штатах.
Являлся членом Великого Национального Собрания Турции I, II, IV созывов.
Был женат, в семье было двое детей.